# Durango (Kolorado)
Durango – miasto położone w Stanach Zjednoczonych, w stanie Kolorado, w Górach San Juan. Jest siedzibą i największym miastem hrabstwa La Plata.

## Demografia
Według ostatniego spisu ludności (2010) miasto zamieszkuje 16 887 osób. W roku 2023 liczba mieszkańców wzrosła do 19 534 osób, a gęstość zaludnienia do ponad 1100 osób/km².

## Położenie
Durango leży około 370 km na południowy zachód od Denver. Około 68 km na północ od miasta leży ośrodek narciarski Durango Mountain Resort, a 56 km na zachód znajduje się Park Narodowy Mesa Verde.

## Kolarstwo
W 1990 roku odbyły się tutaj I Mistrzostwa Świata w Kolarstwie Górskim. Z Durango pochodzi Carmen Small, amerykańska kolarka.